# Tromlování

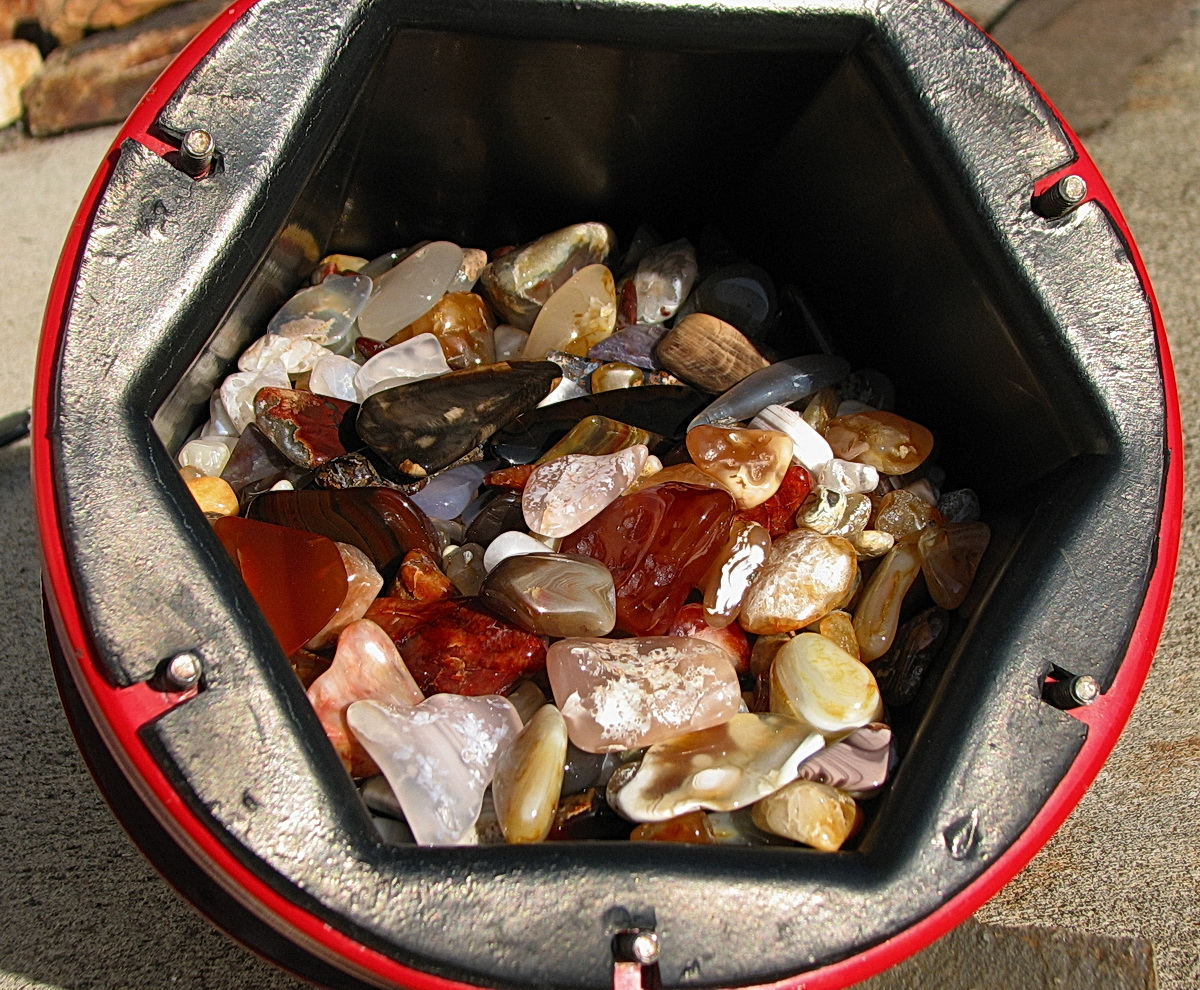
Acháty a jaspisy v otevřeném bubnu po tromlování

Tromlování (tamblování) je proces, který z hrubého kamene broušením udělá pěkný a lesklý valounek (troml, tambl). To se provádí v otáčivých nebo vibračních bubnech a s přidaným brusivem nebo leštícím prostředkem (například oxidem hlinitým). Vibrační bubny (spirátory) jsou asi o ⅔ rychlejší, ale dokáží opracovat pouze menší kameny.
Broušení probíhá v několika pracovních krocích se stále jemnějším mlecím médiem. Kameny se třou o sebe i o brusivo, přičemž hrany a drsné povrchy se obrousí a v posledním kroku se postupně vyleští. Celý proces trvá asi dva až pět týdnů na šarži, v závislosti na požadované kvalitě. Výsledný tvar tromlovaných drahokamů je ponechán náhodě, protože surové kameny většinou nejsou předtvarované a nelze předvídat, které povrchy se o sebe budou při výrobě třít. Každý tromlovaný kámen je tedy unikát.

## Surovina a tvarování
Surovinou se rozumí kameny v optimální velikosti do příslušného stroje. Drahé suroviny a suroviny s kočičími či jinými efekty (měsíční kámen, sluneční kámen, labradorit) je třeba nařezat v příslušném hezkém směru. Ostatní surovina se do optimální velikosti upravuje třeba kladivem.
Tvarování je nejdelší část procesu, obvykle trvá 0,5 – 3 měsíce, než se kamínky zaoblí a ostré hrany zmizí. Křemeny například trvají 1,5 měsíce, než je jejich tvar dostatečně oblý a pěkný. Rubín, safír a jiné bývají ve stroji i půl roku! V této fázi se mohou mlít všechny kameny společně bez ohledu na druh (kromě měkkých typů).
Kameny se s přídavkem brusiva tvarují mechanicky v otáčivém bubnu, jako by se omílaly po staletí v řece. Je to ovšem rychlejší, zejména díky přidanému karbidu křemíku o hrubosti 20-80. Kameny je nutno každý týden promýt a dodat nový brusný prášek.  Průběžně se vybírají ty hotové. (Bez kazů, záštěpků atd). A dávají se stranou, aby z nich zbytečně neubývalo.

### Hrubé broušení
Hrubé broušení trvá cca 1 týden, podle tvrdosti materiálu.  Povrch se obrušuje karbidem křemíku o hrubosti 180 – 280.  Zatím to stále může být celkem pestrá směs kamínků.

### Jemné broušení

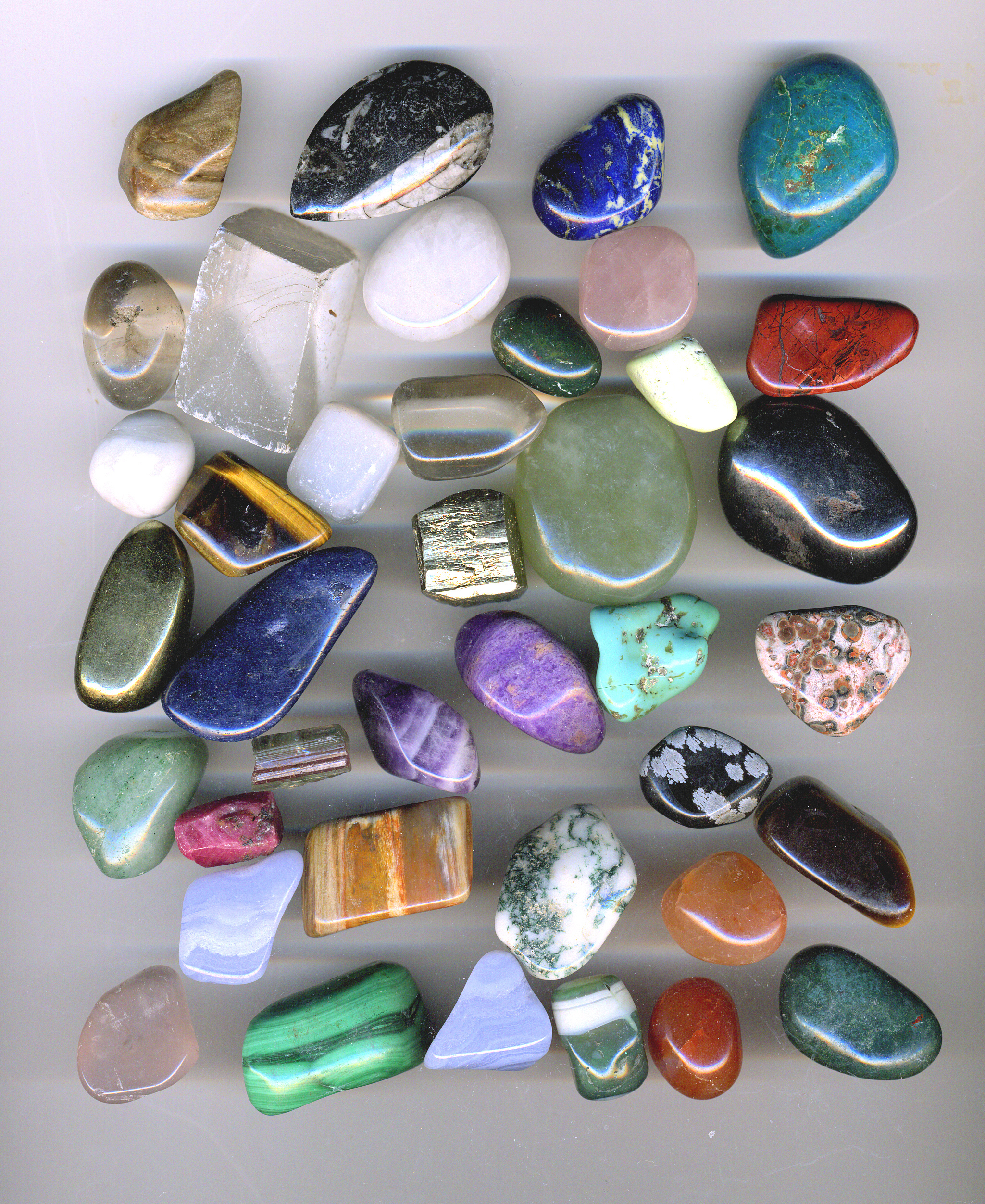
Tromlované drahokamy; čtyři z nich neprošly tromlováním a mají proto stále ostré hrany.

Trvá zhruba týden, nebo i méně. Provádí se jak v točivém, tak ve vibračním stroji. Nastává přebírání kamínků, a třídění podle druhů a tvrdostí před leštěním. Zrnitost brusného prášku se pohybuje od 600 do 1000 podle druhu suroviny.

### Leštění
Provádí se ve vibračním stroji a je to nejobtížnější část celé operace. Co kámen, to jiný druh prášku a vše se hlídá několikrát denně. Pokud se leští déle, kameny opět zmatní, a je nutné se vrátit zpět na jemné broušení.  (Používá se nejčastěji oxid céru, korund(alumina) nebo oxid cínu v hrubosti prášku pod 1 mikron, u korundů pak jedině diamantová pasta). Návrat o krok zpět se také dělá, když se lesk nedaří (nevhodný prášek, zlobivá surovina... například směsová, kdy obsahuje tvrdší a měkčí části, je popukaná, z neznámých důvodů apod.)